# Вандайвер, Роберт
Роберт П. «Фуззи» Вандайвер (англ. Robert P. "Fuzzy" Vandivier; 26 декабря 1903 года, Индианаполис, Индиана, США — 30 июля 1983 года, Франклин, Индиана, США) — американский баскетболист, известный по выступлениям на школьном и студенческом уровне в 1920-е годы. С 1975 года является членом Зала славы баскетбола.

## Биография
В начале 1920-х Вандайвер учился в старшей школе Франклина в Индиане, был капитаном школьной баскетбольной команды, известной как «Чудесная пятёрка Франклина», которая трижды, с 1920 по 1922 годы, выигрывала чемпионат штата и потерпела за три года всего 9 поражений при 89 победах. Самого Фуззи, отличавшегося хорошим дальним броском и умением отдать хороший пас, три раза включали в символическую сборную штата среди школьников. Позже Джон Вуден, Оскар Робертсон и Джордж Макгиннис повторили это достижение.
После окончания школы Вандайвер учился во Франклин-Колледже с 1922 по 1926 годы. Выступая за университетскую баскетбольную команду, он четыре года подряд включался в символическую сборную штата среди студентов, а в 1926 году был включён в сборную Среднезападной конференции.
Из-за травмы спины, полученной в последнем студенческом сезоне, Фуззи в 22 года завершил карьеру игрока, после чего с 1926 по 1944 годы работал тренером баскетбольной старшей школы Франклина и в 1939 году вывел команду в финал чемпионата штата Индиана.